# ブランドクラウド
株式会社ブランドクラウド（英文社名：Brand Cloud, Inc.）は、東京都港区赤坂に本社を置く日本のPR・インターネット広告関連企業。
2013年に設立し、2017年に東証第一部（現在は東証プライム市場）に上場する株式会社ベクトルへ株式譲渡し、グループ傘下の子会社となった。。

## 事業
ブランドリスクの監視、対策及びマネジメント、ブランドリスク・ブランドイメージの維持・構築に関するコンサルティングを主な事業とする。
- オンライン・レピュテーション・マネジメント（ORM）の手法による誹謗中傷対策サービスであり、インターネット上におけるブランドリスクすなわち個人・法人・商品等に対する信用リスクへの技術的対策及びマネジメント（風評被害クラウド）[5][6]
- ブランドのインターネットサイトへの流入する増加を促進するサービスを提供し、ブランドリスク・ブランドイメージの維持、構築に関するコンサルティングを行う（ブランドリフティング）[5][6]

## 沿革
- 2013年 - 創業者井原正隆による株式会社ブランドコントロール設立[1][2]
- 2017年 - 東証上場企業の株式会社ベクトルグループ参画[7]。本社を東京都港区赤坂4丁目15番1号へ移転
- 2018年 - 売上高5億円を達成
- 2020年 - 売上高10億円を達成
- 2021年 - 東京都港区赤坂8-5-34へ移転
- 2022年 - 株式会社ブランドクラウドへ社名変更[8]。タクシー広告放映開始
- 2023年 - 資本金を1億円に増資